# مسجد حاج عبدالله
مسجد حاج عبدالله اثری تاریخی مربوط به اواخر دوره صفویه که در روستای برون از توابع بخش مرکزی شهرستان فردوس واقع شده‌است. 
این اثر در سال ۱۳۸۵ و با شماره ۱۶۳۲۱ در فهرست آثار ملی ایران به ثبت رسیده است.

## معماری
مسجد حاج عبدالله دارای یک ایوان در ضلع غربی و شبستان مسقف در ضلع شمالی و بدون تزئینات خاصی می‌باشد. ضلع جنوبی این مسجد دارای رواقی است که در زمین لرزه سال ١٣۴٧ فردوس تخریب شده و پس از زلزله توسط اهالی روستای برون بازسازی شده است.